# Grand polatouche
Glaucomys sabrinus
Espèce
Statut de conservation UICN

 LC  : Préoccupation mineure
Répartition géographique
Le grand polatouche (Glaucomys sabrinus) est l'une des deux espèces de Glaucomys (l'autre est le petit polatouche), un écureuil volant que l'on peut trouver en Amérique du Nord. Il est aussi connu sous le nom d'assapan ou d'écureuil volant. Il est répandu dans une grande partie du Canada ainsi qu'au nord des États-Unis, dans les forêts de conifères et les forêts mixtes. Il est notamment mycophage.

## Morphologie
Cet animal de 25 à 30,2 cm (tête + corps : 14-16,2 cm ; queue : 11-14 cm) de long présente une fourrure gris-brun sur le dos, et le ventre est d'un beige presque blanc. Un repli de peau lâche relie ses pattes antérieures et postérieures.
Il pèse de 113 à 185 g.
Son crâne est muni de 22 dents. Il possède huit mamelles.

## Comportement

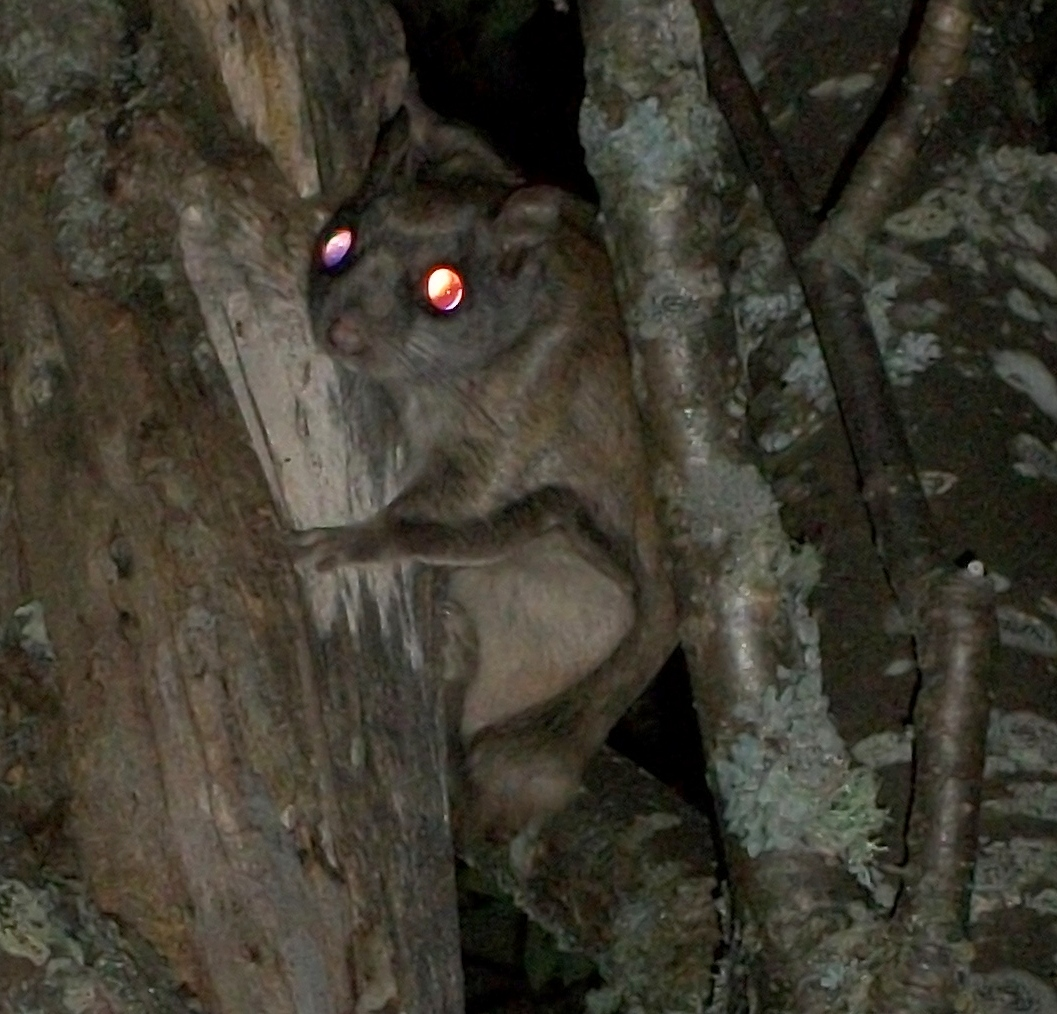
Photographie nocturne d'un grand polatouche dans le Nord de l'Ontario, près du lac Supérieur

### Reproduction
La saison des amours débute en mars et peut continuer jusqu'à fin mai : l'accouplement a lieu au début du printemps. La femelle polatouche élève seule ses petits.
Les petits naissent de mai à juin après 37 à 42 jours de gestation : ils sont de deux à cinq.
Les nouveau-nés sont peu développés, en effet ils pèsent de 5 à 6 grammes, ils ont les yeux fermés, les doigts soudés et une queue cylindrique. C'est au sixième jour que les doigts se séparent et au trente et unième que les yeux s'ouvrent. À 40 jours, ils quittent le nid et à deux mois ils sont sevrés. Ils se reproduisent dans le premier été après leur naissance.

### Alimentation
Son comportement alimentaire est resté longtemps méconnu, notamment parce qu'il est surtout actif de nuit.
Le grand polatouche était réputé se nourrir principalement de cônes de pins, de sapins et d'épinettes. Il se nourrit aussi de bourgeons, de fruits, de graines et d'insectes, ainsi parfois que d'œufs et d'oisillons, et on pensait qu'en hiver il consommait des champignons et de lichens arboricoles en guise de complément alimentaire.
En fait, des études récentes, montrent que - comme son cousin européen sciurus vulgaris et comme l'écureuil roux américain, cette espèce consomme en automne et hiver (et peut-être en été) des champignons, dont des champignons à fructification exclusivement souterraine de type truffe du cerf. Ce faisant, il contribue à en disséminer les spores et joue un rôle utile pour la forêt, car ces champignons sont des mycorhisateurs essentiels pour des essences forestières majeures. Il contribue donc indirectement à la bonne mycorhisation des arbres, mais aussi à la dispersion des truffes et d'autres champignons.
Une étude a porté sur le contenu du tractus digestif de 138 grands polatouches du nord et de 75 écureuils roux nord-américains capturés de novembre à février en forêt boréale (dans le N-O de l'Alberta). On a retrouvé dans leur tube digestif de grandes quantités de spores de champignons épigés (fructifiant en surface), dont de Bolétales, Russulaceae et Cortinariaceae surtout. Des spores d'ascomycètes hypogés (Elaphomyces et Tuber sp.) et de basidiomycètes (Gautiera, Hymenogaster, Hysterangium et Rhizopogon sp.) ont également été trouvées dans leur tube digestif, en moindre quantité. Moins souvent, on a trouvé des restes de sporocarpes coriaces ou carbonacés venant d'espèces d'Hymenochaetales, Diatrypaceae, Xylariaceae, et Bankeraceae, ainsi que quelques spores de rouilles (e.g., Phragmidium fusiforme) avec des conidies (e.g., Helicoma sp.) et des ascospores de microfungi ascomycètes (ex: Sordariaceae). Par contre, contrairement à ce qui était attendu, aucun tissu lichénique n'a pu être trouvé, alors qu'une hypothèse largement admise était que ces écureuils pouvaient trouver avec les lichens abondants au sol et sur les arbres un complément alimentaire hivernal. Une analyse parallèle de 110 fumées fécales (excréments) d'écureuil volant du nord, collectées dans la même zone de juin à août, a montré que cet écureuil consomme aussi une importante quantité de champignons en été. Les spores trouvées dans son intestin correspondent à ceux des champignons saisonnièrement les plus disponibles. Plus que le tamia, autre écureuil mycophage, il semble capable de choisir les espèces les plus appétissantes.

### Locomotion
Le polatouche est capable, en étendant les quatre pattes et étirant ainsi la membrane de peau entre celles-ci, de planer entre les arbres sur une distance pouvant atteindre 50 m.

## Habitat
On le trouve surtout dans des forêts mixtes ou de conifères.